# Thelechoris striatipes
Thelechoris striatipes är en spindelart som först beskrevs av Simon 1889.  Thelechoris striatipes ingår i släktet Thelechoris och familjen Dipluridae. Inga underarter finns listade i Catalogue of Life.